# Dornach
Dornach (gsw. Dornech, Dornecht) – miejscowość i gmina w Szwajcarii, w kantonie Solura, w jednostce administracyjnej (Amtei) Dorneck-Thierstein, siedziba administracyjna okręgu Dorneck. Leży nad rzeką Birs. Miejscowość była miejscem decydującej bitwy pod Dornach 22 lipca 1499 roku, która zakończyła tzw. wojnę szwabską. 
Znajduje się tutaj Goetheanum, monumentalna budowla antropozofów.

## Demografia
W Dornach mieszka 1 180 osób. W 2021 roku 26,7% populacji gminy stanowiły osoby urodzone poza Szwajcarią. 

## Transport
Przez teren gminy przebiega droga główna nr 273.